# Metropolia Tucumán
Metropolia Tucumán – metropolia rzymskokatolicka w Argentynie utworzona 11 lutego 1957 roku.

## Diecezje wchodzące w skład metropolii
- Archidiecezja Tucumán
  - Diecezja Añatuya
  - Diecezja Concepción
  - Archidecezja Santiago del Estero

## Biskupi
- Metropolita: abp Carlos Alberto Sánchez  (od 2017) (Tucumán)
- Sufragan: bp José Melitón Chávez (od 2015) (Añatuya)
- Sufragan: bp José Antonio Díaz (od 2021) (Concepción)
- Sufragan: kard. Vicente Bokalic Iglic (od 2013) (Santiago del Estero)

## Główne świątynie
- Archikatedra Matki Boskiej od Wcielenia w San Miguel de Tucumán
- Bazylika Matki Boskiej Miłosiernej w San Miguel de Tucumán
- Bazylika Różańca Świętego w San Miguel de Tucumán
- Katedra Matki Boskiej z Doliny w San Miguel de Añatuya
- Katedra Nipokalanego Poczęcia NMP w Concepción
- Bazylika katedralna Matki Boskiej z Góry Karmel w Santiago del Estero